# Abeng
Un abeng est une corne d'animal ou un instrument de musique dans la langue du peuple Akan. Le mot abeng vient de la langue Twi de l'actuel Ghana. C'est un mot couramment utilisé dans les Caraïbes, notamment en Jamaïque, et l'instrument est associé au peuple marron.

## Instrument des Nègres marrons de Jamaïque

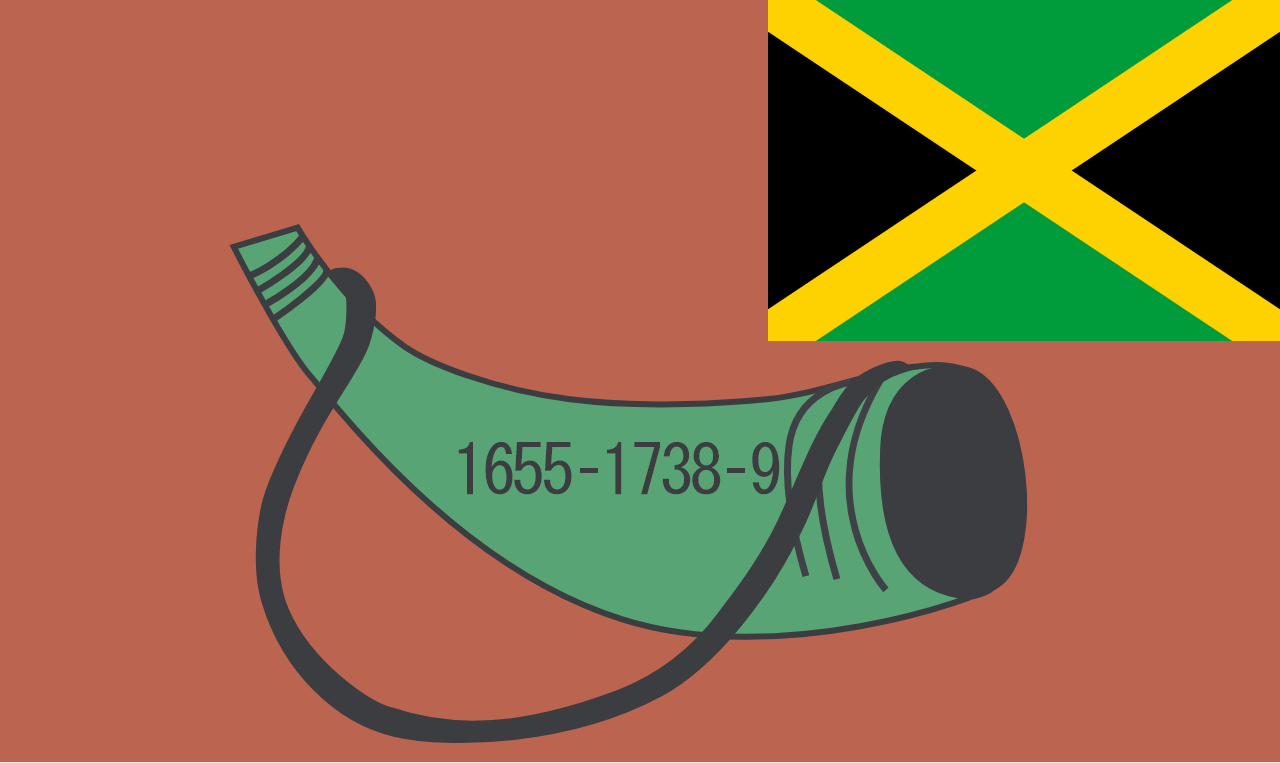
Drapeau du village de descendants de marrons Accompong en Jamaïque

Les Nègres marrons de Jamaïque utilisaient la corne pour communiquer sur de grandes distances d'une manière qui ne pouvait être comprise par les personnes extérieures à la communauté.
Aujourd'hui, l'abeng est fabriqué à partir de cornes de bovins et est toujours utilisé dans les communautés marrons lors de cérémonies ou pour annoncer des nouvelles importantes.
Le drapeau du village historique des Nègres marrons de Jamaïque, Accompong (en), a un abeng vert.

## Similitudes avec le Sneng du Cambodge
L'abeng a des similitudes avec le sneng (en) du Cambodge, fabriqué à partir d'une corne de bœuf ou de buffle d'eau. Il est assez fort pour appeler à travers une distance et a été utilisé dans les environnements ruraux pour signaler l'heure des repas, donner un avertissement, appeler à l'aide ou indiquer le besoin de retourner au village. Il était également utilisé au Cambodge pour appeler les éléphants domestiques depuis les champs, et les chasseurs communiquaient à travers lui.